# El Capulín, Acambay de Ruíz Castañeda
El Capulín, även Barrio el Capulín la Loma, är en ort i Mexiko, tillhörande kommunen Acambay de Ruíz Castañeda i den västra delen av delstaten Mexiko, i den centrala delen av landet. Orten hade 483 invånare vid folkräkningen 2010.